# (594913) ꞌAylóꞌchaxnim
(594913) ꞌAylóꞌchaxnim – planetoida z grupy Atiry, okrążająca Słońce w czasie około 151 dni, w średniej odległości 0,555 au. Jest pierwszą znaną planetoidą, której orbita zawiera się całkowicie wewnątrz orbity planety Wenus.

## Odkrycie
Planetoida została odkryta w styczniu 2020 w ramach przeglądu nieba Zwicky Transient Facility (ZTF) prowadzonego w Obserwatorium Palomar. W momencie odkrycia była obiektem o aphelium położonym najbliżej Słońca ze wszystkich odkrytych do tego czasu planetoid.
Ze względu na wielkość gwiazdową tego obiektu ocenia się, że ma on średnicę powyżej 1 km, być może nawet 3 km.

## Nazwa
Planetoida pierwotnie nosiła tylko oznaczenie 2020 AV2, odnoszące się do czasu odkrycia (zgodnie z systemem oznaczania planetoid). W 2021 roku nadano jej nazwę ꞌAylóꞌchaxnim pochodzącą z języka luiseño, którym posługują się rdzenni mieszkańcy południowej Kalifornii; tłumaczy się ją jako „dziewczyna Wenus”.

## Orbita
Planetoida należy do grupy planetoidy Atira, obiektów, których orbita zawiera się w całości wewnątrz orbity Ziemi. Przewidywano, że może istnieć podgrupa tej grupy, planetoidy o orbitach ciaśniejszych niż orbita Wenus – określa się je nieformalnym terminem „Watira”, zbitką wyrazową pochodzącą od nazw Wenus i Atira. ꞌAylóꞌchaxnim jest pierwszym odkrytym obiektem z tej grupy. Ich obserwacje są bardzo utrudnione przez bliskość Słońca, jako że nigdy nie osiągają one elongacji większej niż 40°. Teoretycznie możliwe jest istnienie obiektów o nawet ciaśniejszych orbitach, w tym zawartych całkowicie wewnątrz orbity Merkurego, tzw. wulkanoidów.